# Пескин, Матвей Абрамович
Матвей Абрамович Пескин (1886 или 1887, Одесса, Херсонская губерния — 12 апреля 1952, Нью-Йорк, Нью-Йорк) — российский революционер, меньшевик. Член РСДРП. Участник революционных событий 1905—1907 и 1917 годов.

## Биография
Родился в Одессе (по разным данным в 1886 или 1887 году). Являлся членом Российской социал-демократической рабочей партии. Участник революции 1905—1907 годов. За революционную деятельность неоднократно арестовывался властями. В 1917 году во время Февральской революции входил в редакцию газеты «Прибой».
В 1917 году стал членом Севастопольского совета. С апреля по декабрь 1917 года являлся редактором газеты «Известия Севастопольского Совета депутатов Армии, Флота и рабочих». В Севастополе являлся одним из лидеров профсоюзного движения, участвовал в деятельности ячейки РСДРП (объединённой).
В феврале 1920 года по приказу белого генерала Якова Слащёва был арестован и отправлен в Джанкой. Пескин был освобождён под гарантию профсоюзных деятелей, пообещавших отсутствие забастовок до 1 марта 1920 года. После установления советской власти на полуострове был арестован ВЧК в 1921 году. Ссылку отбывал в Петрозаводске, однако сбежал из заключения в Москву, а затем эмигрировал заграницу.
За рубежом жил в Берлине и Париже. Работал в газетах «Дни» и «Последние новости». Участвовал в партийной жизни. Жил бедно. В Берлине работал разносчиком товаров, а в Париже открыл небольшой книжный магазин. В 1941 году перебрался в Нью-Йорк, где устроился гладильщиком.
Скончался 12 апреля 1952 года в Нью-Йорке.